# Cliff Eidelman
Cliff Eidelman (* 5. prosince 1964 Los Angeles, Kalifornie) je americký hudební skladatel a dirigent. Skládá především hudbu pro filmy.
Již od svých osmi let hrál na housle, během mládí později vystřídal více nástrojů, včetně klavíru a kytary, i žánrů od jazzu po klasickou hudbu. Poté, co vystudoval hudbu na Santa Monica College a University of Southern California, napsal svoji první hudbu film Magdalene (1989). Přelom v jeho kariéře mu ve věku 26 let přinesla práce na sci-fi filmu Star Trek VI: Neobjevená země (1991) s temnými a sborovými skladbami. V průběhu 90. let napsal hudbu pro filmy jako Muž zázraků (1992), Nezkrotné srdce (1993), Moje druhá láska (1994), Život naruby (1994), Zachraňte Willyho 3 (1997), Jediná správná věc (1998), Ochrana svědků (1999) a Harrisonovy květy (2000). V následujícím desetiletí se podílel např. na filmech Italské prázdniny (2003), Sesterstvo putovních kalhot (2005) či Až tak moc tě nežere (2009).